# Okoń (wieś)
Okoń – wieś w Polsce położona w województwie łódzkim, w powiecie wieruszowskim, w gminie Galewice, nad Strugą Węglewską. Miejscowość wchodzi w skład sołectwa Węglewice.
W 2004 roku w Okoniu mieszkały 104 osoby.
W latach 1975–1998 miejscowość należała administracyjnie do województwa kaliskiego.